# Two colours
Two colours is de allereerste vinylplaat van de Britse rockgroep Feeder, die uitgebracht werd in september en november 1995. Op de plaat staan twee nummers, "Chicken on a bone" en "Pictures of pain". Deze werden later opnieuw opgenomen en uitgebracht. Deze twee tracks werden tegelijk uitgegeven met hun nieuwe single "Cement".
Two colors had een oplage van amper 1000 vinylplaten en 750 van de versie op de single "Cement". Deze waren enkel te koop op de eerste concerten van Feeder.

## Nummers
1. "Chicken On a Bone" – 3:28
2. "Pictures of Pain" - 3:40